# Dom Kojanowskiego w Radomiu
Kamienica przy ul. Żeromskiego 5 w Radomiu – zabytkowa klasycystyczna kamienica z około 1835 położona w Radomiu przy ul. Żeromskiego 5. Od pierwszej połowy XIX w. do 2013 siedziba Apteki „Pod Białym Orłem”.
Kamienica została wybudowana około 1835 według projektu Stefana Balińskiego. Pierwszym właścicielem kamienicy był Stanisław Kwaśniewski lub Stanisław Kwiatkowski, a następnym Antoni Podworski, który otworzył w kamienicy aptekę. Z jego polecenia na suficie został namalowany plafon przedstawiający orła białego, skąd wzięła się nazwa Apteka „Pod Białym Orłem”. Autorem malowidła był prawdopodobnie Karol Hoppen. Po upadku powstania styczniowego nakazano zamalować i zatynkować podobiznę orła. Przywrócono ją po odzyskaniu niepodległości w 1918, jednak w czasie II wojny światowej ponownie nakazano zamalować ją i ukryć pod tapetą. Plafon znów odsłonięto na początku lat 50. XX w., natomiast w latach 1985–1989 przeprowadzono jego gruntową konserwację. W 2013 apteka została zamknięta, wyposażenie zaś przekazano do Muzeum im. Jacka Malczewskiego w Radomiu.
Budynek jest wpisany do rejestru zabytków pod numerem 273/A/84 z 7.06.1984. Znajduje się też w gminnej ewidencji zabytków miasta Radomia.

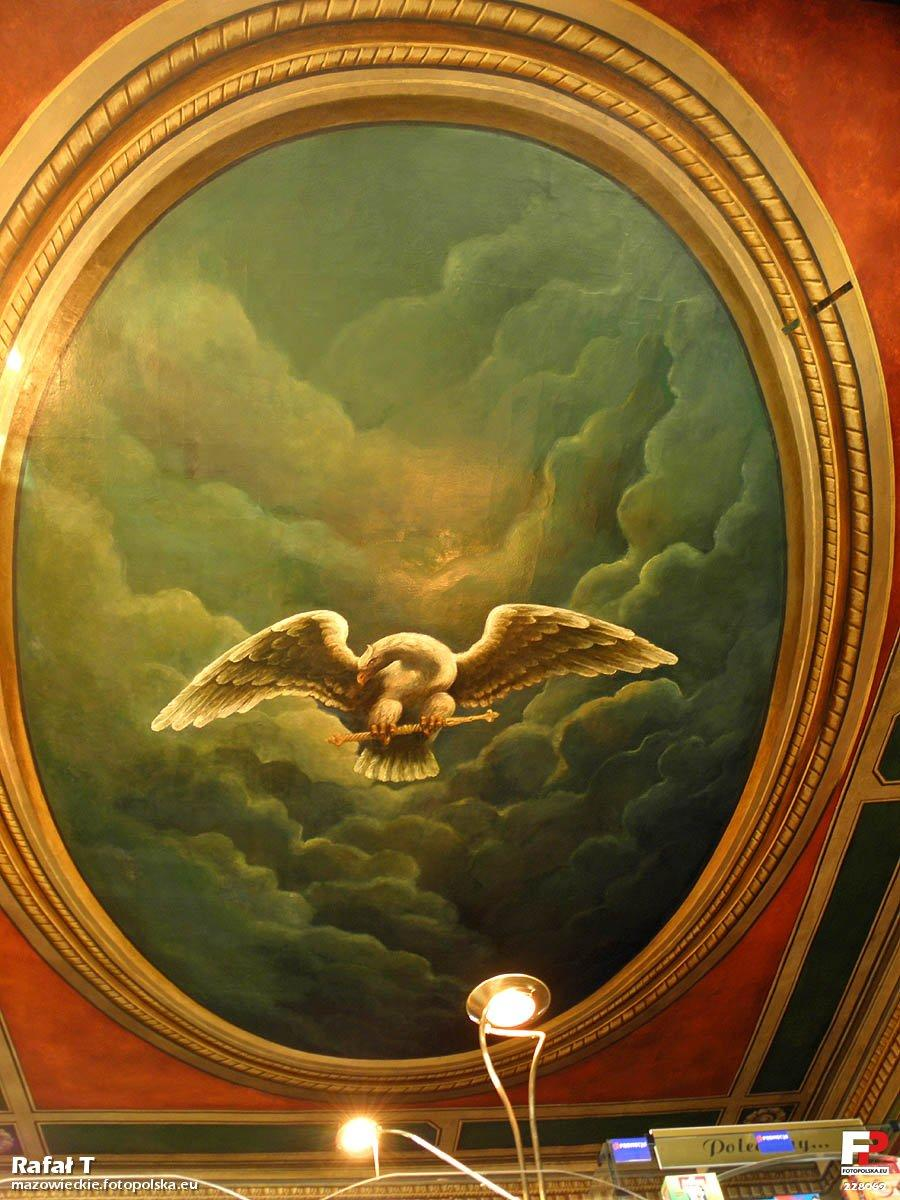
Plafon w dawnej aptece przedstawiający orła białego.